# 擬狗尾蘚
擬狗尾蘚（学名：Radulina hamata）为錦蘚科擬狗尾蘚屬下的一个种。